# Risk of Rain 2
Risk of Rain 2 — це roguelike-шутер від третьої особи, розроблений Hopoo Games і виданий Gearbox Publishing. Продовження гри Risk of Rain 2013 року було випущено в ранньому доступі для Microsoft Windows, Nintendo Switch, PlayStation 4 і Xbox One у 2019 році, а потім повністю випущено в серпні 2020 року, а через місяць — реліз для Stadia.
Гравці керують вцілілим, який застряг на чужій планеті. Щоб вижити, вони пересуваються різними середовищами, вбиваючи монстрів і відкривають скрині, щоб зібрати предмети, які підвищують їхні наступальні та оборонні можливості. З часом складність гри зростає, породжуючи більш могутніх і небезпечних істот. Гра підтримує до чотирьох гравців у багатокористувацькій онлайн-грі. Гра отримала загалом позитивні відгуки після випуску.

## Ігровий процес
Risk of Rain 2 має подібний підхід до першої гри, у якій від одного до чотирьох гравців повинні пройти кілька рівнів, вбиваючи ворогів. Більшість вцілілих заблоковано, доки гравець не виконає завдання, що стосуються кожного з них; єдині вцілілі, які спочатку доступні, це Коммандо і Мисливиця. Загалом є чотирнадцять вцілілих, двоє з яких доступні лише в доповненні Survivors of the Void. Кожен вцілілий має свій власний унікальний набір здібностей, що забезпечує різні підходи до гри, залежно від того, якого вцілілого ви обираєте. У Risk of Rain 2 представлено кілька тих самих ігрових персонажів, істот і предметів, що і у першій грі, але також додано нових вцілілих і, що особливо помітно, гра переходить із 2D у 3D середовище.
На кожному рівні мета полягає в тому, щоб залишитися живим, захищаючись від прибульців та знайти випадково розміщений на рівні портал; як тільки портал активується, гравці повинні захищатися від більшої навали прибульців, та босів, доки портал не буде повністю заряджено. З кожного вбитого прибульця випадає досвід і валюта, яку забирає гравець. Досвід додається до рівня гравця, і якщо набрано достатньо, гравець підвищує рівень, дещо збільшуючи свою шкоду та максимальне здоров'я. Валюту можна використовувати для відкриття скринь, знайдених на рівні, з яких випадають випадкові предмети, або для лагодження турелей і дронів, які можуть або атакувати ворогів, або зцілювати гравця. Валюту не можна переносити між рівнями, оскільки вся валюта перетворюється на досвід перед телепортацією на наступний рівень. Предмети, зібрані зі скринь, пропонують гравцям, які їх носять, широкий спектр посилень і забезпечують як синергетичний ефект з іншими предметами, так і можливість накопичувати їхні ефекти, якщо придбано кілька копій одного предмета.
Складність гри зростає, коли гравець просувається по забігу, залежно від тривалості поточного забігу, а також початкової складності, встановленої гравцем. Кожні кілька хвилин рівень ворогів підвищується, таким чином підвищуючи їх максимальний рівень здоров'я та шкоду, чим довше просувається біг гравця. Метапрогресія відкриває гравцеві доступ до нових вцілілих, предметів, здібностей і модифікаторів гри, виконавши певні досягнення в грі; після розблокування нові вцілілі та модифікатори стають доступними для вибору на початку гри, а нові предмети почнуть випадково з'являтися в ігрових скринях.

## Розробка
Коли вони почали розробку продовження, Hopoo почали з 2D-прототипу з гравцем, який керував одним із монстрів у першій грі, щоб змішати формулу для продовження. Перехід до 3D був частково натхненний фан-артом для оригінальної гри, який показував різні об'єкти, зібрані гравцем, зображені на персонажі. Hopoo хотіли використати цей підхід для продовження, але двовимірний графічний підхід не дав їм достатньо візуального простору для роботи. Вони перевели прототип з 2D на 2.5D, представляючи персонажа в 3D-графіці, але в іншому випадку граючи як 2D-платформер, однак це не їх не задовільнило та вони вирішили, що краще повністю перевести гру в 3D, причому перехід можна було відносно швидко виконати. У Hopoo Games відзначили, що варіант 3D забезпечив «набагато глибші дизайнерські простори та більше можливостей для крутого ігрового процесу», а також більше способів художнього самовираження. Продовження вперше було анонсовано в травні 2017 року, на той момент команда вже працювала над грою 6 місяців. У сиквелі використовується движок Unity, яким Hopoo довелося навчитися користуватися, і 3D-рівні, над створенням яких команда витратила багато часу. Розробляючи деяких монстрів, які повернулися з першої частини, Hopoo зазначили, що їм довелося розробити нові атаки, щоб зробити їх складнішими в 3D-просторі. Предмети також потрібно було переробити, щоб вони краще вписувалися в 3D простір.
Hopoo випустила гру в ранній доступ для Windows 27 березня 2019 року, тоді, за їхніми оцінками, повний процес розробки займе ще рік. Протягом періоду раннього доступу Hopoo підписав контракт з Gearbox Publishing, щоб випустити гру на Nintendo Switch, PlayStation 4 і Xbox One. Він також був випущений у ранньому доступі для цих платформ 30 серпня 2019 року. Його повний випуск спочатку був запланований на другий квартал 2020 року, але був відкладений, щоб розширити обсяг оновлення 1.0. Безплатне оновлення вмісту під назвою «Ювілейне оновлення» було випущено 25 березня 2021 року Платне розширення для гри під назвою «Survivors of the Void» було випущено 1 березня 2022 року для Windows, а консольні версії розширення наразі планується випустити у 2023 році.
У листопаді 2022 року Gearbox Entertainment придбала Risk of Rain IP. Hopoo Games залишається незалежною студією.

## Випуск
Гра вийшла з раннього доступу для Microsoft Windows 11 серпня 2020 року. Для Stadia 29 вересня 2020 року з тимчасовим ексклюзивним рівнем. Nintendo Switch, PlayStation 4 і Xbox One отримали оновлення 1.0 20 жовтня 2020 року

## Рецензії
| Оцінка агрегаторів | Оцінка агрегаторів |
| Агрегатор          | Оцінка             |
| ------------------ | ------------------ |
| Метакритик         | PC: 85/100         |
| Оцінка оглядачів   |                    |
| Публікація         | Оцінка             |
| Destructoid        | 8.5/10             |
| GameRevolution     | 5/5                |
| GameSpot           | 8/10               |
| IGN                | 9/10               |
| Nintendo Life      | 8/10               |
| PC Gamer (US)      | 84/100             |
| Push Squere        | 8/10               |

Під час виходу в ранньому доступі Hopoo Games запропонувала Risk of Rain 2 з акцією «купи одну, отримай ще одну безплатно» протягом перших кількох днів. Через тиждень після виходу Hopoo оголосили, що в гру грали понад 650 000 гравців, з яких близько 150 000 скористалися спеціальною акцією. Протягом місяця після випуску в ранній доступ до гри було продано понад мільйон копій. До березня 2021 року було продано понад чотири мільйони одиниць гри лише на персональних комп'ютерах, не враховуючи продажів на консолях.

### Нагороди
Risk of Rain 2 був номінований на майже з самого виходу. У 2021 р. на SXSW Gaming Awards, гра була номінована на «Найкращу інді гру року» та на «Чудовий мультиплеєр». На Indie Live Expo II, гра була номінована на Best «Game Feel» Award.